# アッシリスカFF
アッシリスカFF（スウェーデン語: Assyriska Fotbollsföreningen）は、スウェーデンのストックホルム県セーデルテリエをホームタウンとするサッカークラブである。
世界中に散らばっているアッシリア人にとっての「ナショナルチーム」のような存在と見なされることがあり、世界中にファンが存在する。

## 歴史
1974年に中東からのアッシリア人難民によって創設された。
2003年はスーペルエッタンに参加していたが、スヴェンスカ・クッペンでアルスヴェンスカン所属のエーレブルーSK、IFKヨーテボリ、ユールゴーデンに勝利して決勝に進出した。決勝ではエルフスボリに0-2で敗れて準優勝に終わった。
2004年にエルグリーテとの入れ替え戦に出場したが、2試合合計スコア2-2（アウェーゴールルール）で敗れてアルスヴェンスカン昇格を逃した。しかし、入れ替え戦に敗退した翌日の11月8日にスウェーデンサッカー協会 (SvFF) のライセンス委員会は、アルスヴェンスカン所属のエーレブルーが財政問題によりスーペルエッタンに降格し、代わりにアッシリスカがアルスヴェンスカンに昇格することを決定した。スウェーデン最上位サッカーリーグのクラブが財政問題により降格処分を科されるのは史上初であった。エーレブルーが決定を不服として訴えたため、決定が覆る可能性があったが、12月3日にSvFFの控訴委員会はライセンス委員会の決定を支持することを発表した。エーレブルーは更に国立スポーツ委員会に訴えたが、2005年2月にエーレブルーが2005年のスーペルエッタンに参加することが決定された。
2005年にアルスヴェンスカンから降格した。アルスヴェンスカンでの印象的な試合は敵地でヨーテボリとエルフスボリに勝利した試合であった。
2006年に入れ替え戦でブンケフローに2試合合計スコア1-1（アウェーゴールルール）で敗れてディビジョン1に降格した。第2戦では、スーペルエッタン残留に1得点が必要な状況で迎えた後半アディショナルタイムにアッシリスカのゴールキーパーが退場処分を受けたことに抗議して、アッシリスカのサポーターがピッチに乱入する事件が起きた。アッシリスカの会長は関与したサポーターに処分を下す意向を表明した。
2007年にスーペルエッタンに復帰した。
2009年にユールゴーデンとの入れ替え戦に出場したが、2試合合計スコア2-3（延長戦）で敗れてアルスヴェンスカン昇格を逃した。第2戦の試合後には興奮したユールゴーデンのサポーターがピッチに乱入して、アッシリスカの選手に暴行を加える事件が起きた。
2010年7月1日にアッシリスカに所属していた当時26歳のエディ・ムサが兄弟と共にゲームクラブで射殺される事件が起き、同日に開催が予定されていたエンゲルホルムFFとの試合は延期された。
2014年にエルグリーテとの入れ替え戦に出場したが、2試合合計スコア1-1（アウェーゴールルール）で勝利してスーペルエッタンに残留した
スーペルエッタンに9シーズン連続で参加していたが、2016年に入れ替え戦でノルビーIFに2試合合計スコア2-4で敗れてディビジョン1に降格した。
2018年のディビジョン1には同じセーデルテリエを本拠地とするアッシリスカとシリアンスカが参加したが、両チームは明暗が分かれ、最終節に行われたダービーマッチに勝利したシリアンスカがスーペルエッタンのIFKヴェルナモとの入れ替え戦の出場権を獲得した一方で、アッシリスカはダービー前にディビジョン2に降格することが決定していた。

## 歴代監督
- ボー・ペーテルソン (2002)
- コニー・カールション (2003-2004, 2009)
- ジョゼ・モライス (2005)

## 歴代所属選手
- トニー・ヘンリー 1993
- ケネディ・バキルジョール 1996-1998
- ダニエル・ナンスコーグ 1999
- カスパルス・ゴルクシュス 2005
- ミカエル・イシャク 2010-2011
- ポール・オビエフレ 2013-2014